# 암펙스

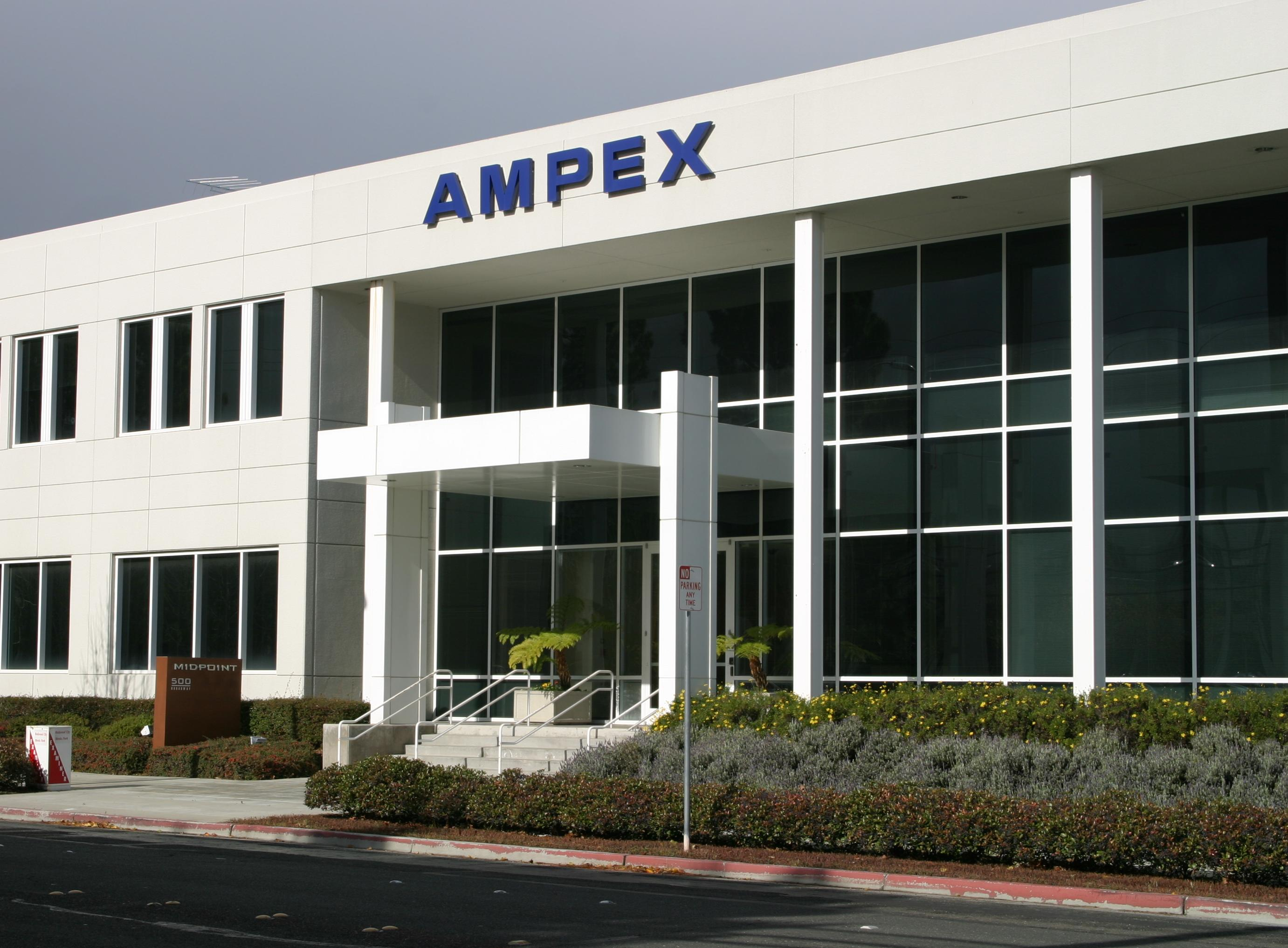
이전 암펙스 본사 (캘리포니아주 레드우드시티의 브로드웨이)

암펙스(Ampex)는 1944년 알렉산더 M. 포니엣오프가 Dalmo-Victor의 분사를 통해 설립한 미국의 전자기업이다. AMPEX라는 이름은 설립자가 만든 혼성어로서 Alexander M. Poniatoff Excellence를 대표한다. 오늘날 암펙스는 델타 인포메이션 시스템스의 자회사인 암펙스 데이터 시스템스 코퍼레이션(Ampex Data Systems Corporation)으로서 운영되며 2개의 사업 단위로 구성되어 있다. 내부적으로 암펙스 데이터 시스템스(ADS)라는 이름의 실리콧밸리 단위는 가혹한 환경에서 기능할 수 있는 디지털 데이터 저장 시스템을 제조한다. 암펙스 인텔리전트 시스템스(AIS)라는 콜로라도스프링스 단위는 기업의 산업 제어 시스템, 사이버 보안 제품 및 서비스, 인공지능/기계 학습 기술의 연구소 및 허브 역할을 한다.